# 藤井夏恋
藤井 夏恋（ふじい かれん、1996年7月16日 - ）は、日本の女性ファッションモデル、ダンサー、歌手。Happiness、E-girls、ShuuKaRenの元メンバー。大阪府出身。LDH JAPAN所属。

## 略歴
EXPG大阪校に通う。
2008年10月26日、Happinessの「KAREN」として始動。
2011年4月、E-girlsとしても始動。
2013年6月、本名の「藤井夏恋」名義に変更。
2016年8月11日、ShuuKaRenとしても始動。
2021年5月13日、ファッションブランド「NEROLI」の立ち上げを発表。

### モデル
2009年2月号から女子小中学生向けファッション雑誌『nicola』の専属モデルとして活動。2013年5月号で同誌を卒業した。
2013年9月号からファッション雑誌『JJ』の専属モデルとして活動。同誌は2021年2月号で月刊発行終了となった。表紙登場回数は通算12回で、そのうち6回が単独表紙だった。
その後は『BAILA』『CLASSY.』などのモデルとして活動。

## 人物

### 家族
兄が1人、姉が1人いる。兄はWEST.の藤井流星。姉はFlower、E-girls、ShuuKaRenの元メンバー藤井萩花。姉の萩花とはE-girls、ShuuKaRenで活動を共にしていた。『JJ』の専属モデル就任も同時だった。
2024年12月5日、ロックバンドI Don't Like Mondays.のボーカルYUとの結婚を発表。

## 出演

### テレビドラマ
- 恋文日和 第5話（2014年2月4日、日本テレビ） - 小林文子 役[15]
- HiGH&LOW〜THE STORY OF S.W.O.R.D.〜（2015年10月22日 - 12月24日、日本テレビ） - ララ 役[16]
  - HiGH&LOW Season2（2016年4月24日 - 6月26日）[16]
- 量産型リコ -プラモ女子の人生組み立て記-（2022年7月1日 - 9月2日、テレビ東京） - 中野京子 役[17]
  - 量産型リコ -もう1人のプラモ女子の人生組み立て記-（2023年6月30日 - 9月1日）[18]
- ZIP! 朝ドラマ「クレッシェンドで進め」（2022年10月17日 - 12月16日、日本テレビ） - 梅沢 役[19]
- 藤子・F・不二雄 SF短編ドラマ「おれ、夕子」（2023年4月9日、NHK BSプレミアム・NHK BS4K）[20]

### 配信ドラマ
- 会社は学校じゃねぇんだよ 新世代逆襲編（2021年10月21日 - 12月9日、AbemaTV） - 常田智美 役[21]
- チャンネル登録お願いします!（2022年2月21日 - 、Paravi） - 原茉莉子 役[22]

### 映画
- ROAD TO HiGH&LOW（2016年5月7日） - ララ 役[16][23]
  - HiGH&LOW THE MOVIE（2016年）
  - HiGH&LOW THE MOVIE 2 / END OF SKY（2017年）
  - HiGH&LOW THE MOVIE 3 / FINAL MISSION（2017年）

### アニメ
- 『HiGH&LOW g-sword』アニメーションDVD付き特装版 フラッシュアニメ（2017年） - ララ 役

### テレビ番組
- 踊RI場（2012年10月 - 2013年3月、テレビ東京） - MC[24]

### 配信番組
- nicola©（2009年 - 2010年、goomo）不定期出演[要出典]
- Karen&KaedeNight（2021年5月 - 7月、cookpadLive）[25]

### ミュージックビデオ
- EXILE「24karats -type EX-（こどもバージョン）」（2008年）[26]
- Samantha Thavasa Family「ONE -we are one-」（2019年）

### ランウェイ
- 東京ガールズコレクション
  - 東京ガールズコレクション 2011 AUTUMN/WINTER（2011年）[27][28]
  - 東京ガールズコレクション 2017 AUTUMN/WINTER（2017年）[29]
  - 東京ガールズコレクション 2018 SPRING/SUMMER（2018年）[30]
  - 東京ガールズコレクション 2018 AUTUMN/WINTER（2018年）[31]
  - 東京ガールズコレクション しずおか2019（2019年）[32]
  - 第37回 マイナビ 東京ガールズコレクション 2023 AUTUMN／WINTER（2023年9月2日、さいたまスーパーアリーナ）[33]
- GirlsAward
  - GirlsAward 2012 AUTUMN/WINTER（2012年）[34]
  - GirlsAward 2015 AUTUMN/WINTER（2015年）[35]
  - GirlsAward 2017 AUTUMN/WINTER（2017年）[36]
  - GirlsAward 2018 AUTUMN/WINTER（2018年）[37]
  - Rakuten GirlsAward 2023 AUTUMN/WINTER（2023年9月30日、幕張メッセ）[38]
- point spring collection 2012（2012年）[要出典]
- 関西コレクション 2013 SPRING/SUMMER（2013年）[39][40]
- 神戸コレクション 2014 SPRING/SUMMER（2014年）[要出典]
- 東京ランウェイ 2014 SPRING/SUMMER（2014年）[41][42]

### CM
- Samantha Thavasa 25th（2019年）
- 洋服の青山（2019年）[43]
- naturism（2022年）[44]

### その他
- リンメル ローカルブランドアンバサダー（2023年）[45]

## 書籍

### 雑誌連載
- nicola（2009年2月号 - 2013年5月号、新潮社） - 専属モデル[要出典]
- JJ（2013年9月号 - 2021年2月号、光文社） - 専属モデル[10]

### スタイルブック
- ANTITHESE（2016年1月25日、光文社）[46]

### 写真集
- KAREN（2019年7月16日、光文社）ISBN 978-4334843335